# Euphalerus isitis
Euphalerus isitis är en insektsart som först beskrevs av Everard Charles Cotes 1893.  Euphalerus isitis ingår i släktet Euphalerus och familjen rundbladloppor. Inga underarter finns listade i Catalogue of Life.